# Obraz Matki Bożej Ostrożańskiej
Cudowny Obraz Matki Bożej Ostrożańskiej – obraz z wizerunkiem Matki Bożej znajdujący się w Sanktuarium Matki Bożej w Ostrożanach, w województwie podlaskim.
Początki szczególnego kultu Matki Bożej w Ostrożańskim Obrazie nie są znane. Z pewnością jednak znajdował się on od co najmniej XVII wieku w kościele ufundowanym w 1450 roku przez Bartłomieja i Daćbóga Ostrożańskich.
Pierwsze wzmianki o obrazie pochodzą z połowy XVII wieku. Z tego też okresu prawdopodobnie pochodzi sam obraz wykazujący cechy malarstwa barokowego. Upowszechnianie się kultu Obrazu Ostrożańskiej Madonny miało ścisły związek z cudownym ocaleniem parafii przed zarazą, która w 1710 roku dziesiątkowała ludność Podlasia. Od tego czasu prowadzony jest rejestr cudów.
Na wniosek ks. bpa Władysława Jędruszuka papież Jan Paweł II dnia 24 lipca 1986 roku wydał breve zezwalające na koronację Cudownego Obrazu Matki Bożej Ostrożańskiej. Obrzędu koronacji dokonali 5 lipca 1987 roku: kardynał Józef Glemp, prymas Polski i bp Władysław Jędruszuk, administrator apostolski diecezji pińskiej z siedzibą w Drohiczynie, przy licznym udziale duchowieństwa i wiernych. Dnia 3 lipca 2011 roku odbyła się 24. rocznica koronacji papieskimi koronami Cudownego Obrazu Matki Bożej.